# کج‌صورتان
کج‌صورتان (نام علمی: Acrididae) نام یک تیرهٔ ملخ از راستهٔ راست‌بالان است.
طول شاخک در این خانواده طویل تر از ران پای جلویی و ۸ تا ۲۸ مفصلی، نخی شکل، شمشیری، سنجاقی یا برگی شکل است. پیش‌گرده کوتاه و شکم را نمی‌پوشاند. کارن‌های طرفین رشد کرده است. سطح داخلی ران پای عقب در قاعده با برآمدگی غده‌ای شکل روی کارن میانی است. (Bunner’s organ) قرار دارد و انتهای تخمریز معمولاً خمیده و قلابی شکل است. گونه‌های متعددی از ملخ‌ها سطح انتشار وسیعی در دنیا دارند و تمام گونه‌ها گیاهخوارند. بعضی از گونه‌ها از آفات مهم گیاهان زراعی بشمار می‌روند.